# 毛卜喇城址
毛卜喇城址，位于宁夏回族自治区吴忠市盐池县高沙窝镇徐庄子村，是中华人民共和国宁夏回族自治区文物保护单位之一。
2010年12月6日，授予宁夏回族自治区文物保护单位，是一座古遗址。